# أسماء أيام الأسبوع

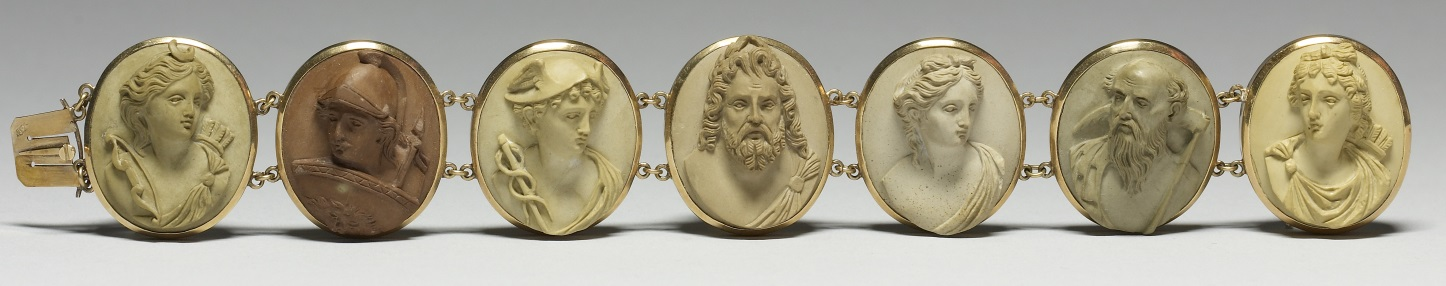
سوار إيطالي يمثل أيام الأسبوع، حسب الكواكب والآلهة الرومانية: ديانا آلهة القمر تمثل يوم الاثنين، المريخ يمثل يوم الثلاثاء، عطارد يمثل يوم الأربعاء، كوكب المشتري يمثل يوم الخميس، الزهرة يمثل يوم الجمعة، زحل يمثل يوم السبت، وأبولو آلهة الشمس يمثل الأحد. منتصف القرن 19.

أسماء أيام الأسبوع في عدد من اللغات مقتبسة من إسماء الكواكب في علم التنجيم الهلنستي، أو أسماء الآلهة المعاصرة، وهذا النظام أدخل في الإمبراطورية الرومانية خلال العصور القديمة المتأخرة. وفي بعض اللغات الأخرى يتم تسميه أيام الأسبوع بأسماء الآلهة إبتدأً من يوم الأحد أو الأثنين. في المعيار الدولي ايزو 8601، يبدأ الأسبوع بيوم الأثنين. وهناك طرق للمساعدة في تحديد يوم معين من أيام الأسبوع في سنة ما دون الرجوع للتقويم. وهي طرق تعتمد على الخوارزميات الرياضية. وهي فعالة في الوصول ليوم مهم في السنة بطريقة حسابية.

## في اللغة الإنكليزية
- السبت (بالإنجليزية: Saturday)‏ وهي مشتقة من الكلمة اللاتينية (diēs saturnī) أي يوم ساتورن، وسمي هكذا نسبة إلى ساتورن (Saturn) إله الزراعة عند الرومان.
- الأحد (بالإنجليزية: Sunday)‏ أصلها من الكلمة الإنجليزية القديمة ساننديغ (Sunnandæg) أي يوم الشمس، وهي مترجمة عن اسم اليوم اللاتيني (dies solis).
- الاثنين (بالإنجليزية: Monday)‏ اشتقت من الكلمة الإنجليزية القديمة مونانديغ (Mōnandæg) أي يوم القمر، وهي مترجمة من الكلمة اللاتينية (dies lunae).
- الثلاثاء (بالإنجليزية: Tuesday)‏ أخذت أيضاً من الكلمة الإنجليزية القديمة تيوازديغ (Tīwesdæg) أي يوم تير (Tyr) والمعروف أيضاً ب (Tiw وTew وTiu) وهو إله الشمال للمواجهات الفردية والأمجاد البطولية في الأساطير الاسكندينافية. الاسم مستوحى من اسم اليوم اللاتيني (dies Martis) أي يوم مارس الذي كان اله الحرب عند الرومان.
- الأربعاء (بالإنجليزية: Wednesday)‏ وهي كلمة مشتقة من الإنجليزية القديمة وانزديغ (Wōdnesdæg) أي يوم وودين (Woden) – أو كما يعرف أيضا ب أودين - والذي هو كبير الآلهة عند الاسكندينافيين، كما أنه إله بارز عند الأنغلو - ساكسون في إنجلترا. استوحيت الكلمة من اسم اليوم اللاتيني (dies Mercurii) أي يوم ميركوري، إله التجارة والتواصل بين البشر والآلهة عند الرومان.
- الخميس (بالإنجليزية: Thursday)‏ من الإنجليزية القديمة ثنرازديغ (Þunresdæg) أي يوم ثونور. وثونور (أو ثور) (Thor) هو إله الرعد عند الجرمان والاسكندينافيين. استوحي الاسم من اسم اليوم اللاتيني (dies Iovis) أي يوم جوبيتر، كبير الآلهة عند الرومان.
- الجمعة (بالإنجليزية: Friday)‏ مشتقة من الإنجليزية القديمة فريجدايغ (Frigedæg) أي يوم فريج (Frige). والتي هي إلهة الجمال عند الجرمان وتعد تقمصاَ للآلهة الاسكندينافية فريغ (Frigg). أخذ من اسم اليوم اللاتيني (dies Veneris) أي يوم فينوس، إلهة الجمال والحب والجنس عند الرومان.